# Castelletto di Cengles
Il castelletto di Cengles (in tedesco Tschenglsburg) è un castello medievale che si trova nell'omonima frazione del comune di Lasa in Alto Adige.

## Storia
Il castello era la sede dei signori di Cengles, ministeriali dei vescovi di Coira, e fu costruito verso il XIII secolo. Nel 1421 divenne di proprietà dei Lichtenstein e nel XVI secolo fu ingrandito e ristrutturato.
Nel 1764 i Lichtenstein si estinsero e il castello passò ai conti Fuchs von Fuchsberg, che lo rivendettero nel 1817 all'avvocato meranese Putz. In seguito passò alla famiglia Tscholl.
Nel 2011 al suo interno è stato aperto un ristorante.

## Descrizione
Il castello è stato recentemente ristrutturato. Consiste di due torri, una piccola e una grande, collegate da un edificio con merli a coda di rondine. All'ingresso un portale in marmo reca gli stemmi dei signori di Cengles. Nel versante rivolto verso il monte sono visibili i resti della cinta muraria che circondava il castello.
Essendo adibito a ristorante, non è normalmente visitabile.